# Luis Candelas

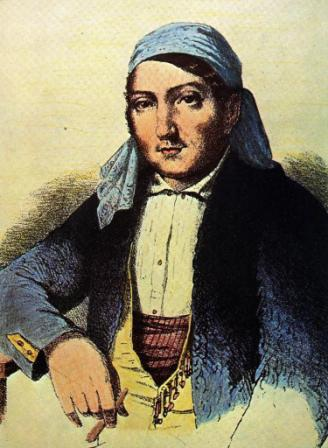
Grabado de Luis Candelas. Autor desconocido.

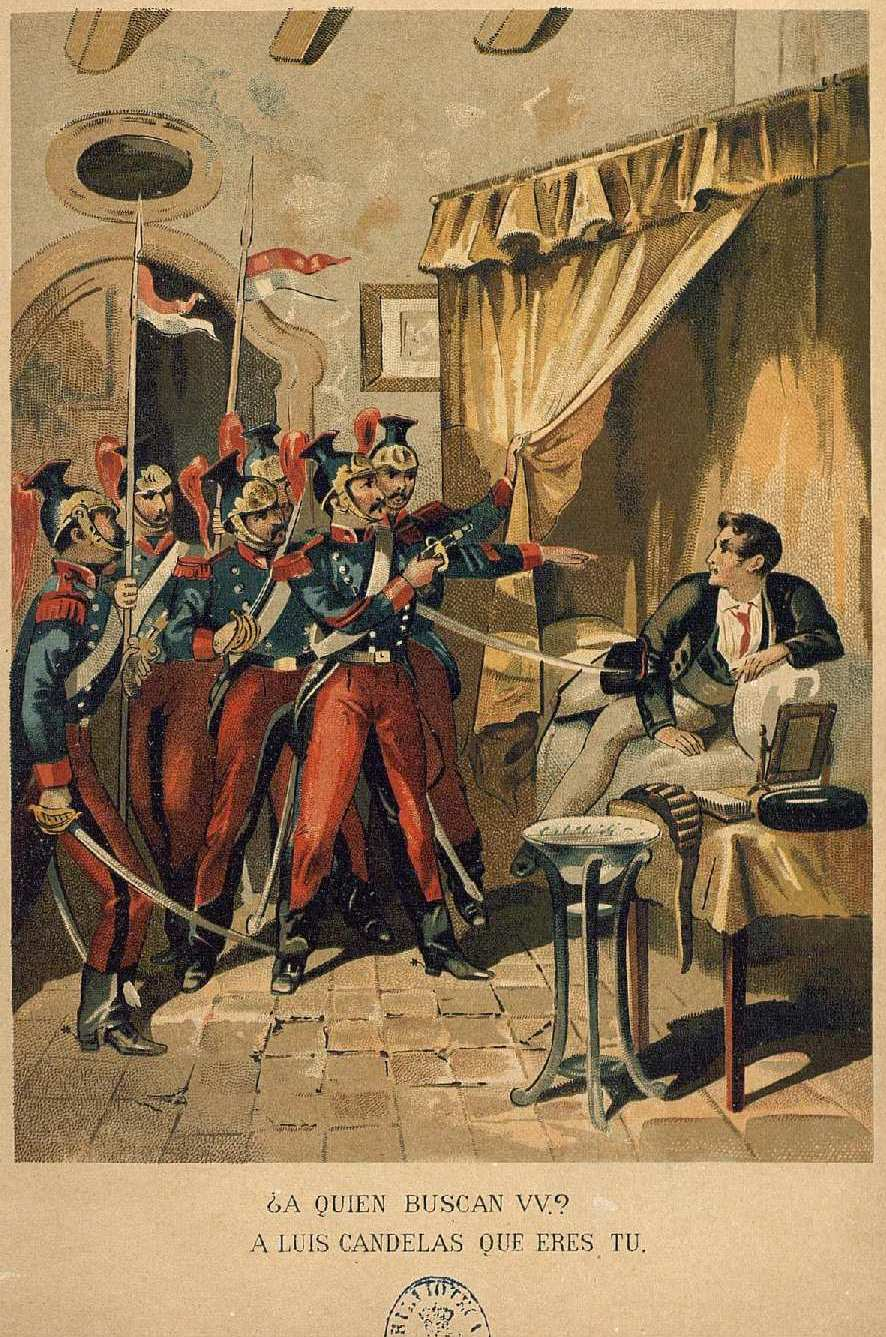
Ilustración de Rafael del Castillo, Los bandidos célebres españoles episodios históricos referentes a los más famosos bandidos / reunidos por Álvaro Carrillo e ilustrados con cromos de reputados artistas, Barcelona, Jaime Seix editor, 1892. T. I, Luis Candelas, cap. XXXII, «¿A quién buscan VV.? -A Luis Candelas que eres tú».

Luis Candelas Cajigal (Madrid, 9 de febrero de 1804 - Madrid, 6 de noviembre de 1837) fue un bandolero español nacido en el madrileño barrio de Lavapiés. A pesar de su carrera criminal, se jactaba de no tener delitos de sangre, lo que no evitó que fuese condenado a garrote vil y ejecutado tras pedir clemencia a María Cristina de Borbón y serle denegada.

## Biografía
Nació en la calle madrileña de Santa María en 1804, primer hijo de Esteban Candela y María Rigada, los cuales vivían sin agobios económicos por tener una carpintería en la calle del Calvario (en el antiguo camino del viacrucis del Olivar) y que dieron estudios a Luis en los Reales Estudios de San Isidro. Aquí empezó la leyenda, ya que empezó a hacer bandas, provocar peleas y fue expulsado a causa de que un clérigo le dio una bofetada y él respondió dándole dos. A pesar de su separación de la enseñanza, siguió leyendo todo libro que caía en sus manos, teniendo así una formación autodidacta. Desde temprana edad le gustaba vestir bien y tener buenos modales, además de ser alborotador y díscolo, como demuestra que ya a los quince años hizo su primer robo y poco después fue detenido y apresado en la Cárcel de Villa, por deambular por la Plaza de Santa Ana a altas horas de la madrugada. Con diecinueve años perdió a su padre, replanteándose un poco su vida y dedicándose a ser librero. Pero duró poco esta situación, ya que fue condenado a seis años de cárcel por robar dos caballos y una mula. En su primera época de delincuente, entre 1823 y 1830, dicen que se dedicó a conquistar mujeres y vivir a costa de ellas, reconociéndose como un Don Juan. Era moreno, bien parecido, con dientes blancos, patilla ancha y flequillo bajo el pañuelo, bien afeitado, calañés, faja roja, capa negra, calzón de pana y calzado de mucho tirar.
Poco después se dedicó al latrocinio y salió triunfante de dos duelos, uno de ellos contra Paco El Sastre, que luego sería su amigo, lo que le hizo respetable en los barrios de Madrid. Para poder costearse sus gastos formó una cuadrilla en 1835, entre cuyos componentes destacaron Paco El Sastre, Francisco Villena, Mariano Balseiro, Leandro Postigo, Juan Mérida, José Sánchez El del peso, Pablo Maestre, Pablo Luengo El Mañas y los hermanos Cusó (Antonio y Ramón), con los que se reunía en La taberna del Cuclillo, en La Taberna de Jerónimo Morco, que pertenecía al cuñado de Balseiro, en la calle de Mesón de Paredes, La Taberna de la Paloma en la calle de Preciados, la de "Traganiños", en la calle de los Leones junto a la calle de Jacometrezo y en la taberna de El Tío Macaco, en la calle Lavapiés. Todas ofrecían el mejor servicio a la banda, buen vino, buenas "cantaoras", buen escondite y buena compañía femenina; realizó diversas fechorías, cada vez más arriesgadas y con mayor botín, que por su ingenio y buen humor fueron cantadas por los madrileños con cierto cariño. Tenía doble vida, indiano adinerado y respetado de día (cuyo falso nombre era el de Luis Álvarez de Cobos, hacendista en el Perú) y truhan de noche, cuando salía por la puerta de atrás de su casa, en el número cinco de la calle Tudescos, convertido en el rey de los bajos fondos. 
Se dedicaba a robar, con su máxima de que la fortuna estaba mal repartida, pero nunca llegó a matar a nadie en ninguna de sus acciones. Era extremadamente delicado en ellas, no usando la violencia. Siempre vivió bien y nunca gustó de los oficios mecánicos, siendo ésta una de las causas de que se entregara a la delincuencia. Cuando era detenido y apresado, era fácil que se escapara ya que sobornaba a carceleros o, simplemente, lograba fugarse. En una de sus "visitas" a la cárcel, conoció al político Salustiano de Olózaga, al cual ayudó a escaparse, quedando este muy agradecido a Luis Candelas. Se dice que luego se reencontraron y Salustiano fue el que inició en la masonería al bandolero, ingresándolo en la "Logia Libertad". A partir de este hecho, muchas noches Luis Candelas lucía una capa negra con símbolos masones.
Hubo tres mujeres que marcaron su vida. Se casó en los carnavales de 1827 en la parroquia de San Cayetano con Manuela Sánchez, viuda de veintitrés años que también había pasado por la cárcel. Ya en la luna de miel, encontrándose en Zamora, vieron que no eran compatibles y Candelas la abandonó en las Navidades de ese mismo año. Luego tuvo como amante a una chica llamada Lola La Naranjera, que al parecer tenía amigos importantes que conseguían sacar de la Cárcel de la Villa a Candelas tan pronto era allí encerrado (La Naranjera es un personaje a mitad de camino entre la fábula y la historia, que según otras tradiciones fue favorita del rey Fernando VII). La última de sus amantes importantes, la de su perdición, fue Clara, muchacha de clase media y familia honesta, con la que se fue a vivir a Valencia, donde siguió robando alguna joya para vivir holgadamente.
En esta época el rey ya había muerto, la primera guerra carlista estaba en auge y los liberales tenían el gobierno. Cometió el error de hacer dos atracos importantes, asaltando a Vicenta Mormín, la modista de la Reina, en su taller, y al embajador de Francia y su señora en una diligencia. De esta forma volvió a ser perseguido por la justicia, huyendo con Clara hacia Inglaterra, pero cuando llegaron a Gijón, Clara no estuvo dispuesta a partir, por lo que decidieron volver a Madrid. Fue detenido el 18 de julio de 1837 en el puesto de aduanas del puente Mediana situado en el camino real de Valladolid a Toledo, en el término municipal de Alcazarén, después de pernoctar en esta población, en la posada situada en la calle Real esquina con la calle Luis Candelas (frente a la iglesia de San Pedro). Lo llevaron a Valdestillas y, luego, a Valladolid. Trasladado a Madrid, acusado por más de cuarenta robos constatados, fue juzgado el 2 de noviembre, siendo condenado a morir por garrote vil. Pidió clemencia a María Cristina de Borbón, pero le fue denegada. Murió el 6 de noviembre de 1837 con treinta y tres años. Se le ha adjudicado, cuando estaba al pie del garrote, la frase: «¡Adiós Patria mía, sé feliz!».

## Fortuna literaria
La figura de Luis Candelas, inspiradora de muchas coplas populares, ha sido recogida por biógrafos y recreadores literarios de su leyenda, como por ejemplo: 
- Nicolás González Ruiz en Dos bandoleros: Dick Turpin–Luis Candelas;
- Antonio Espina, autor de Luis Candelas, el bandido de Madrid (1929, y reeditada en 1996), uno de los mejores retratos de este bandolero romántico;
- Mariano Tudela en Luis Candelas, un bandido y su leyenda (1957, y reeditada en 1973);
- José Luis Olaizola en La leyenda de Luis Candelas (Libros Libres, 2019);
- Ana B. Nieto en Luz de Candelas (Edhasa, 2023);

Existe además un cómic de su vida realizado por El Cubri para la revista Madriz.